# Doen Pietersz.
Doen Pietersz. (Amsterdam, geboren tussen 1478 en 1480 – aldaar, jaar van overlijden onbekend) was een drukker, uitgever en boekverkoper in Amsterdam.

## Levensloop

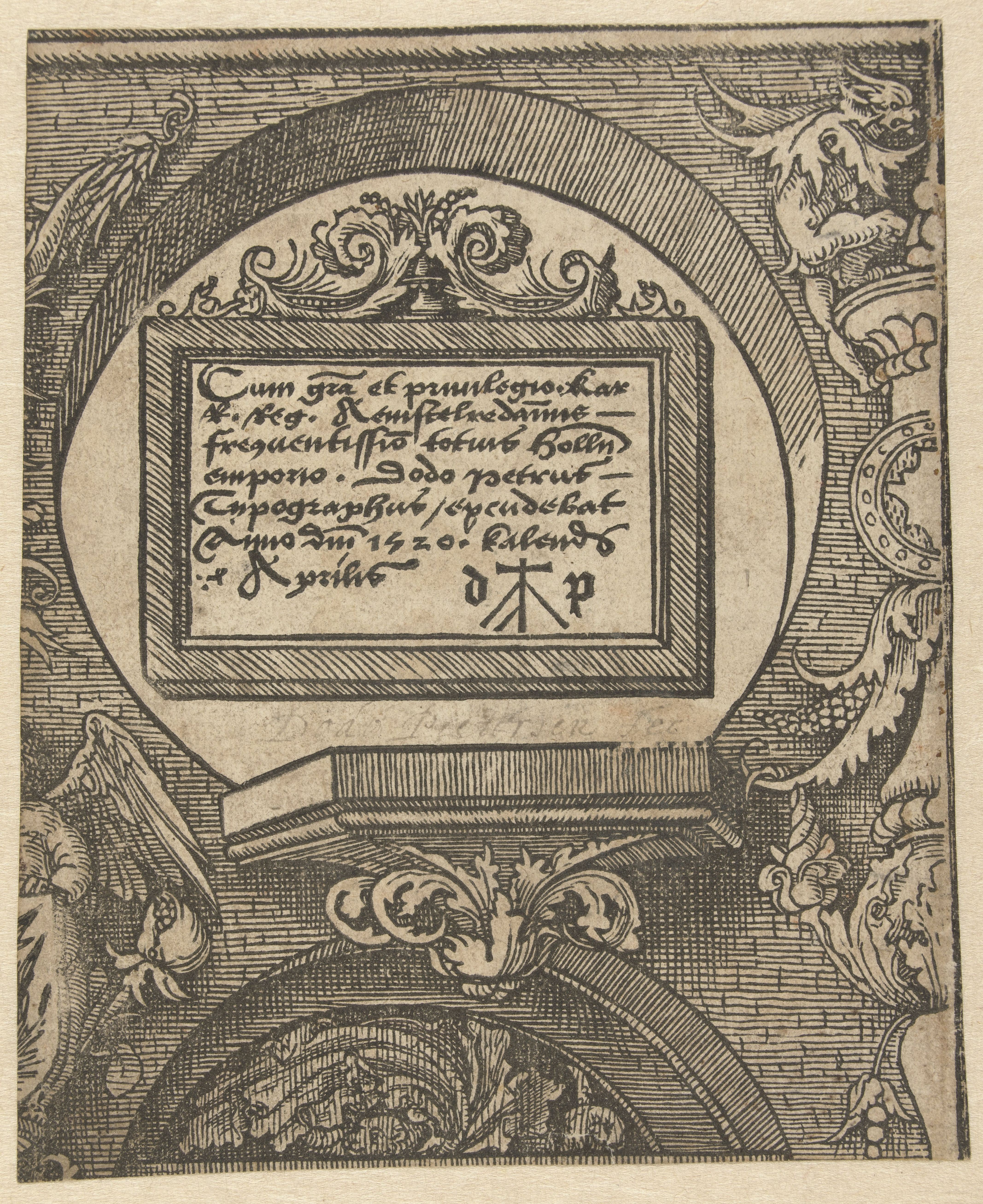
Ornamentele omlijsting rond een cartouche met een impressum van Doen Pietersz. uit 1520.

Doen Pietersz. werd geboren in Amsterdam tussen 1478 en 1480. Hij bereisde verschillende steden en landen om ervaring op te doen in het boekenvak. In zijn geboortestad was de boekdrukkunst nog nauwelijks op gang gekomen in die tijd. De eerste Amsterdamse gedateerde druk was afkomstig van de pers van Hugo Jansz. van Woerden in 1506.
Pietersz. begon zijn loopbaan in 1507 als uitgever van talrijke houtsnedenreeksen op groot formaat van de prentmaker en schilder Jacob Cornelisz. van Oostsanen.  Deze omvangrijke prenten bestonden uit afdrukken van verschillende houtsneden op aan elkaar geplakte bladen, vaak omgeven door een ornamentele omlijsting. Ze werden gebruikt als wanddecoratie en dienden waarschijnlijk ter inspiratie tijdens het gebed.
In 1516 kreeg hij toestemming van de Geheime Raad om boeken te drukken in Amsterdam. Zijn bedrijf was gevestigd in het huis "Enghelenburch" in de Kerkstraat (de tegenwoordige Warmoesstraat). Heel toepasselijk toont een van zijn drukkersmerken een kasteel met een engel op de kantelen. Het verwijst naar de legende van de Engelenburcht die verhaalt over  de verschijning van de aartsengel Michael boven het mausoleum van keizer Hadrianus 590 jaar na Chr. De vroegst gedateerde uitgave met dit adres is Das licht der kerste[ne] uit 1518, waarin hij optrad als boekverkoper. Een paar jaar later noemde hij zich voor het eerst boekdrukker in Dit is ee[ne] deuote boecxken en[de] is ghehete[n] onser lieuer vrouwen mantel uit 1520. In datzelfde jaar verscheen bij hem Van Oostsanens laatste prentenserie op groot formaat over de twaalf geloofsartikelen. Later heeft hij nog wel reeksen van Van Oostsanen hergebruikt en nieuwe laten maken naar ontwerpen van Lucas van Leyden.
In de periode 1520-1532 kwamen er bijna 40 boeken van zijn pers. Hij drukte katholieke devotionele werken, maar was ook verantwoordelijk voor het verschijnen van de eerste hervormingsgezinde bijbels in het Nederlands, zoals het Mattheus-evangelie vertaald door Johannes van Pelt in 1522 en het Nieuwe Testament naar Luther in 1523. Twee van zijn katholieke drukken zijn rijk geïllustreerd door Van Oostsanen, de kleine plaatwerkjes Passio Domini nostri Iesv Christi van Alardus Amstelredamus uit 1523 en het ongedateerde Hier begint een scoone stom[m]e passie met deels dezelfde houtsneden.
Pietersz. bracht zijn laatste jaren door in het huis van zijn dochter Kathelyne en schoonzoon Willem van Kessel in Mechelen. Het jaar van zijn overlijden is niet bekend. Een deel van zijn drukkersmateriaal kwam terecht bij de Amsterdamse drukker Willem Jacobsz.

## Selectie van houtsnedenreeksen op groot formaat
- Jacob Cornelisz. van Oostsanen, [Het leven van Maria], 1507
- Jacob Cornelisz. van Oostsanen, [Heilige ridders], 1510
- Jacob Cornelisz. van Oostsanen, [De twaalf geloofsartikelen], 1520
- [Biblia pauperum], met nieuwe houtsneden van Lucas van Leyden en hergebruikte houtsneden van Jacob Cornelisz. van Oostsanen, [ca. 1530][13]
- [Sibyllen], met nieuwe houtsneden van Lucas van Leyden en hergebruikte houtsneden van Jacob Cornelisz. van Oostsanen, [ca. 1530]

## Selectie van boeken en kleine plaatwerken
- Das licht der kerste[ne], vertaald uit het Spaans van Pedro Ximenez de Prexano door Thomas van der Noot, 1518
- Dit is ee[ne] deuote boecxken en[de] is ghehete[n] onser lieuer vrouwen mantel, 1520
- Hier beghinne[n] die eua[n]gelie[n] … Die welcke sinte Mathe(us) … bescreuen heeft, vertaald door Johannes van Pelt, [1522]
- Desiderius Erasmus, Van die kerstelijcke ridder, 1523
- Gaspar Laet de Borchloen, Pronosticatie van den jare 1524, [1523]
- Nieuw Testament, vertaald naar Luther, 1523
- Alardus Amstelredamus, Passio Domini nostri Iesv Christi, met houtsneden van Jacob Cornelisz. van Oostsanen, 1523
- Hier begint een scoone stom[m]e passie, met houtsneden van Jacob Cornelisz. van Oostsanen, [1523]
- Evaluacien ende ordonnancien van den gelde, 1527
- Dat eerste (-tweede) deel der bibele[n] [= het Oude Testament], 1527
- Bernardus van Clairvaux, Boecxken van verduldich lijden, [ca. 1530]
- Ordonnancie ende statuten van Karel V ... om te verdriven de luteraensche ende andere ghereprobeerde secten, 1531